# Eljaröds församling
Eljaröds församling var en församling i Lunds stift och i Tomelilla kommun. Församlingen uppgick 2002 i Brösarp-Tranås församling.

## Administrativ historik
Församlingen har medeltida ursprung.  
Församlingen var till 1962 annexförsamling i pastoratet Andrarum och Eljaröd. Från 1962 till 1992 var församlingen annexförsamling i pastoratet Ravlunda, Brösarp, Andrarum, Eljaröd och Fågeltofta. Från 1992 till 2002 var den annexförsamling i pastoratet Brösarp, Tranås, Onslunda, Spjutstorp, Andrarum, Eljaröd och Fågeltofta. Församlingen uppgick 2002 i Brösarp-Tranås församling.
Vid brand i Andrarums prästgård den 5 juli 1875 förstördes större delen av arkivet som innehåll församlingens kyrkoböcker, exempelvis födelse- och dopbok, vigselbok och död- och begravningsbok.

## Kyrkor
- Eljaröds kyrka